# Achlamäer
Die Achlamäer (keilschriftlich Achlamu, Aḫlamū) waren Halbnomaden. Ihr Lebensraum lag westlich des Euphrats, zwischen der Mündung des Habur und Tadmur (Palmyra).
Sie werden in assyrischen Quellen seit Rim-Anum (18. Jh. v. Chr.) und in Texten aus Mari erwähnt. Teilweise sind mit diesen Ahlamû sicher die Amurriter gemeint. Einer der Teilstämme der Ahlamû waren die Aramu (Aramäer). Oftmals traten sie gemeinsam mit den Sutäern (Sutû) auf. Unter Burna-buriaš II. sind Raubzüge der Ahlamu auch am Persischen Golf belegt. Horst Klengel erwägt, dass diese den Handel mit Dilmun gestört oder unterbrochen haben könnten.
Vom 10. bis 8. Jahrhundert v. Chr. kommen die Aḫlamū oftmals als Gegner der Assyrer in Inschriften assyrischer Könige vor (Aššur-dan I., Adad-nirari II., Tukulti-Ninurta II., Tiglat-pileser III.) vor. Šulmanu-ašared I. erwähnt die Ahlamu als Verbündete der Hethiter.
Die Ahlamû waren nicht nur Räuber, sondern wurden auch als Viehtreiber und Karawanenführer eingesetzt. Sie lebten in Zelten, unter der Jurisdiktion eines Scheichs, rab zārāti, Herr des Zeltlagers. Im kassitischen Nippur dienten sie nach Ausweis der Rationenlisten als Wachpersonal. Manche trugen kassitische oder babylonische Namen.